# Sieroty
Sieroty (deutsch: Schieroth, 1936–1945 Schönrode) ist ein Ort mit 480 Einwohnern in der Landgemeinde Wielowieś im Powiat Gliwicki der Woiwodschaft Schlesien in Polen.

## Geschichte

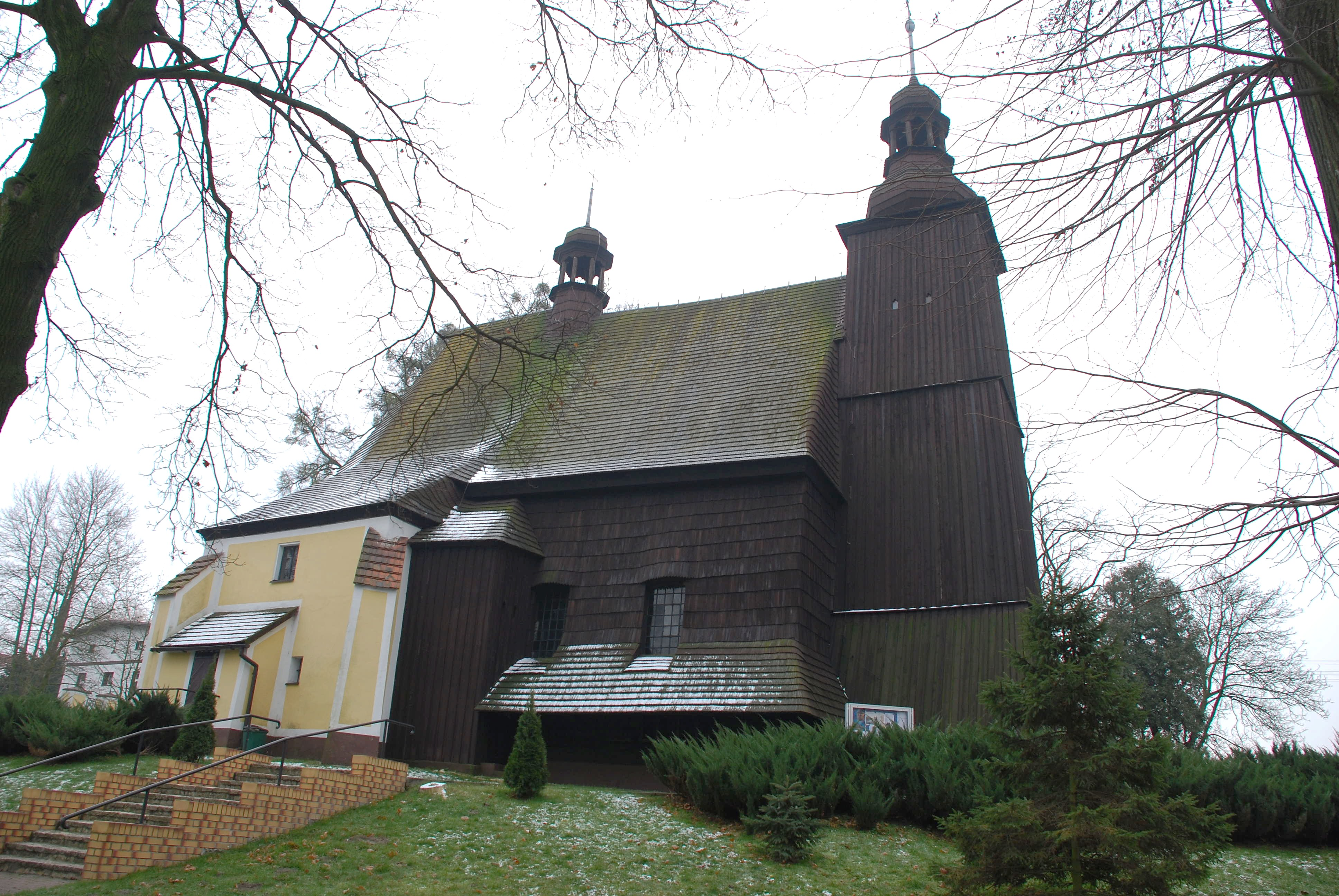
Schrotholzkirche

Schieroth wurde am 17. Juni 1299 erstmals erwähnt. Der Ortsname leitet sich von einem Personennamen ab. Der Ort gehörte zur Herrschaft Langendorf des Freiherrn Durant de Senegas.
Von 1936 bis 1945 trug der Ort den amtlichen Namen Schönrode.
Als Folge des Zweiten Weltkriegs fiel Schönrode 1945 an Polen und wurde in Sieroty umbenannt. Von 1975 bis 1998 war es neugebildeten Woiwodschaft Kattowitz eingegliedert. Seit 1999 gehört es zum Powiat Gliwicki.

## Sehenswürdigkeiten
- Allerheiligenkirche, 1707 erbaute Schrotholzkirche
- Kapelle des böhmischen Landesheiligen Johann Nepomuk